# Mbagnick Ndiaye
Mbagnick Ndiaye (5 novembre 1993) è un judoka senegalese.

## Biografia
È fratello del judoka Saliou Ndiaye.
Ai Giochi panafricani di Rabat 2019 ha vinto la medaglia d'oro nella categoria oltre 100 kg.

## Palmarès
- Giochi panafricani

Rabat 2019: oro nei +100kg.
- Campionati africani

Port Louis 2014: bronzo nei +100kg; argento nella categoria aperta a tutti;
Tunisi 2016: argento nei +100kg;
Città del Capo 2019: oro nei +100kg;
- Giochi della Francofonia

Abidjan 2017: argento nei +100kg;